# Nabu-rimanni
Nabu-rimanni, contemporain de Cléostrate, est un astronome chaldéen du IVe siècle av. J.-C., né à Babylone.

## Histoire
Certaines sources cunéiformes mentionnent un astronome de ce nom ; Strabon, dans sa Géographie, écrit qu’à Babylone, il existe un établissement pour des philosophes locaux, que l’on appelle « Les Chaldéens » ; ils ne s’intéressent pas principalement à l’astronomie, mais certains, à qui par ailleurs les autres philosophes accordent peu de crédit, professent l’art d’écrire l’horoscope. Strabon mentionne une tribu qui porte le nom de Chaldéens également, parmi lesquelles certains groupes sont des groupes qui se consacrent à l’astronomie ; on trouve : 
- Orquènes (dans la région d’Uruk)
- Borsippènes (dans la région de Borsippa)

Puis Strabon explique après cette distinction que le reste forme des sectes dont les dogmes diffèrent à propos des mêmes sujets. Kidenas, Nabourianos et Soudinès font partie de cette sorte de mathématiciens. Le colophon cunéiforme d’argile VAT 209 comprenant le système babylonien A d’Éphémérides lunaires pour les années de -49 à –48 affirme qu’il s’agit bien de la tablette de Nabu-rimanni, similaire aux autres colophons de deux autres tersitu du System B mentionnant Kidinnu.